# 小林雄一
小林 雄一（こばやし ゆういち、1989年8月25日 - ）は、東京都板橋区出身の陸上競技選手。専門は短距離走。100mで10秒38、200mで20秒46の自己ベストを持つ。2011年大邱世界選手権と2013年モスクワ世界選手権の日本代表。

## 経歴
東京都板橋区出身。保善高等学校、法政大学卒業。NTNの陸上競技部所属。

### 高校生時代まで
父親は陸上のインターハイ400mチャンピオン。母親は陸上の200m元日本記録保持者で、1979年アジア選手権の200mと4×100mリレーで金メダルを獲得した貝原澄子（旧姓）。姉も弟も陸上選手という陸上一家で育つ。しかし、本人は小中学校時代は陸上に興味がなく、小学生の時はサッカーと水泳、中学生の時は硬式テニスをしていた。硬式テニスは全くの初心者から始め、3年の時に「都でベスト16くらい」の実績を残したという。中学3年の時に偶然観に行った陸上の大会で保善高校の監督から誘いを受け、高校から陸上を始めることとなった。最初の頃は練習を抜けることばかり考えていて、高校時代は一応陸上を続け、卒業後は昔からの夢だった美容師になるために専門学校に進もうとも考えていた。しかし、陸上を始めてから半年後に出場した国体少年B200mで8位に入る。この時に初めて悔しい気持ちになり、負けず嫌いの性格に火がついた。2年時には日本ジュニア選手権200mで2位に入り（優勝した石塚祐輔と0秒15差の2位）、インターハイは200mで8位に入った。3年時にはインターハイの100mと200mを制して短距離2冠を達成すると、国体の少年A100mと日本ジュニア選手権200mも制した。

### 大学生時代
2008年4月に法政大学に進学。同年7月の世界ジュニア選手権に出場すると、100mは予選敗退に終わったが、アンカーを務めた4×100mリレーでは4位入賞に貢献した。
2009年6月の日本選手権200mに初出場を果たし、決勝では20秒79の自己ベストをマークして6位入賞を果たした。
2010年9月の日本インカレ200mにおいて、世界ジュニア選手権200m金メダリストの飯塚翔太を破り初優勝を果たした。
2011年5月の関東インカレ200mで20秒59を記録し、2011年大邱世界選手権の参加標準記録Aを突破。同年6月の日本選手権200m予選で再び20秒59を記録し、決勝は2位の齋藤仁志と同タイム（20秒62）の3位に入った。この結果を受けてアジア選手権日本代表に選出され、シニアで初めて日の丸を背負うことになった。同年7月のアジア選手権には200mと4×100mリレーに出場すると、大会2日目の4×100mリレー予選では1走を務め、予選2組1着の決勝進出に貢献した。しかし、大会3日目の200m予選で足を攣り、大会4日目の4×100mリレー決勝は欠場した。大会終了後に大邱世界選手権の日本代表に選出。同年8月の大邱世界選手権でシニア世界大会デビューを果たしたが、出場した200mと4×100mリレーの両種目で予選敗退に終わった。

### 社会人時代
2012年4月にNTNに入社。
2013年6月の日本選手権200mにはモスクワ世界選手権の参加標準記録Bを突破済みの状態で臨むと、2年ぶりに決勝へ進出した。迎えた決勝では20秒46の自己ベストをマークして2位に入り、この結果を受けてアジア選手権とモスクワ世界選手権の日本代表に選出された。同年7月のアジア選手権に2大会連続となる出場を果たすと、200mは5位入賞、前回は予選のみの出場に終わった4×100mリレーでは予選と決勝の両方で1走を務め、銀メダル獲得に貢献した。2大会連続の出場となった同年8月のモスクワ世界選手権200mは、予選の組3着までに入れば着順で準決勝に進出だったが、結果は3着と0秒12差の4着に終わり、タイムでも拾われずに予選で敗退した。
2014年5月の世界リレー4×200mに出場して1走を務めたが、日本は2-3走間のバトンミスが響き0秒12差で決勝進出を逃した。

## 自己ベスト
記録欄の（　）内の数字は風速（m/s）で、+は追い風を意味する。
| 種目 | 記録          | 年月日        | 場所   | 備考       |
| ---- | ------------- | ------------- | ------ | ---------- |
| 100m | 10秒38 (+1.5) | 2016年5月22日 | 新潟市 |            |
| 200m | 20秒46 (+0.9) | 2013年6月9日  | 東京都 | 三重県記録 |

## 主要大会成績
備考欄の記録は当時のもの

### 国際大会
| 年   | 大会                 | 場所             | 種目    | 結果       | 記録            | 備考     |
| ---- | -------------------- | ---------------- | ------- | ---------- | --------------- | -------- |
| 2006 | アジアジュニア選手権 | マカオ           | 200m    | 7位        | 22秒07 (-0.9)   |          |
| 2008 | 世界ジュニア選手権   | ブィドゴシュチュ | 100m    | 予選9組4着 | 10秒97 (-0.7)   |          |
| 2008 | 世界ジュニア選手権   | ブィドゴシュチュ | 4x100mR | 4位        | 39秒89 (4走)    |          |
| 2011 | アジア選手権         | 神戸             | 200m    | 予選3組7着 | 32秒11 (+2.1)   |          |
| 2011 | アジア選手権         | 神戸             | 4x100mR | 予選2組1着 | 38秒92 (1走)    | 決勝進出 |
| 2011 | 世界選手権           | 大邱             | 200m    | 予選3組7着 | 21秒27 (-1.1)   |          |
| 2011 | 世界選手権           | 大邱             | 4x100mR | 予選2組4着 | 38秒66 (1走)    |          |
| 2013 | アジア選手権         | プネー           | 200m    | 5位        | 21秒02 (+0.7)   |          |
| 2013 | アジア選手権         | プネー           | 4x100mR | 2位        | 39秒11 (1走)    |          |
| 2013 | 世界選手権           | モスクワ         | 200m    | 予選7組4着 | 20秒97 (+0.2)   |          |
| 2014 | 世界リレー           | ナッソー         | 4x200mR | 予選2組4着 | 1分23秒87 (1走) |          |

### 日本選手権
4x100mRは日本選手権リレーの成績
| 年   | 大会       | 場所     | 種目    | 結果       | 記録          | 備考       |
| ---- | ---------- | -------- | ------- | ---------- | ------------- | ---------- |
| 2009 | 日本選手権 | 広島市   | 200m    | 6位        | 20秒79 (+1.3) | 自己ベスト |
| 2010 | 日本選手権 | 横浜市   | 4x100mR | 予選失格   | DQ (1走)      |            |
| 2011 | 日本選手権 | 熊谷市   | 200m    | 3位        | 20秒62 (0.0)  |            |
| 2012 | 日本選手権 | 大阪市   | 200m    | 予選3組3着 | 20秒91 (0.0)  |            |
| 2013 | 日本選手権 | 調布市   | 200m    | 2位        | 20秒46 (+0.9) | 自己ベスト |
| 2014 | 日本選手権 | 福島市   | 200m    | 予選1組6着 | 21秒02 (+1.9) |            |
| 2015 | 日本選手権 | 新潟市   | 200m    | 予選1組7着 | 23秒29 (+0.6) |            |
| 2016 | 日本選手権 | 名古屋市 | 100m    | 予選2組5着 | 10秒86 (-1.3) |            |
| 2016 | 日本選手権 | 名古屋市 | 200m    | 予選1組4着 | 21秒03 (-0.1) |            |
| 2017 | 日本選手権 | 大阪市   | 100m    | 予選5組6着 | 10秒72 (+0.2) |            |
| 2017 | 日本選手権 | 大阪市   | 200m    | 予選1組5着 | 21秒19 (-0.2) |            |

### その他
| 年         | 大会                     | 場所       | 種目       | 結果         | 記録          | 備考              |
| 高校生時代 | 高校生時代               | 高校生時代 | 高校生時代 | 高校生時代   | 高校生時代    | 高校生時代        |
| ---------- | ------------------------ | ---------- | ---------- | ------------ | ------------- | ----------------- |
| 2005       | 国民体育大会             | 岡山市     | 200m       | 8位          | 22秒55 (-0.9) |                   |
| 2005       | 国民体育大会             | 岡山市     | 4x100mR    | 3位          | 40秒33 (4走)  |                   |
| 2006       | 日本ジュニア選手権       | 出雲市     | 100m       | 予選2組4着   | 10秒80 (-0.6) |                   |
| 2006       | 日本ジュニア選手権       | 出雲市     | 200m       | 2位          | 21秒21 (-0.1) |                   |
| 2006       | インターハイ             | 大阪市     | 100m       | 準決勝棄権   | DNS           | 予選10秒58 (+1.6) |
| 2006       | インターハイ             | 大阪市     | 200m       | 8位          | 25秒19 (0.0)  |                   |
| 2006       | 国民体育大会             | 神戸市     | 4x100mR    | 準決勝棄権   | DNS (1走)     | 予選40秒88 (2走)  |
| 2007       | インターハイ             | 佐賀市     | 100m       | 優勝         | 10秒56 (+0.7) |                   |
| 2007       | インターハイ             | 佐賀市     | 200m       | 優勝         | 21秒98 (-4.3) |                   |
| 2007       | インターハイ             | 佐賀市     | 4x100mR    | 予選1組2着   | 41秒84 (2走)  | 準決勝進出        |
| 2007       | 国民体育大会             | 秋田市     | 100m       | 優勝         | 10秒35 (+4.1) |                   |
| 2007       | 国民体育大会             | 秋田市     | 4x100mR    | 優勝         | 40秒51 (4走)  |                   |
| 2007       | 日本ジュニア選手権       | 大分市     | 200m       | 優勝         | 21秒27 (-0.5) |                   |
| 大学生時代 |                          |            |            |              |               |                   |
| 2008       | 関東インカレ             | 東京都     | 100m       | 予選1組5着   | 10秒88 (-1.1) |                   |
| 2008       | 日本学生個人選手権       | 平塚市     | 100m       | 予選6組5着   | 10秒72 (+1.4) |                   |
| 2008       | 日本インカレ             | 東京都     | 4x100mR    | 予選3組5着   | 40秒78 (2走)  |                   |
| 2009       | 関東インカレ             | 東京都     | 100m       | 8位          | 10秒76 (+0.4) |                   |
| 2009       | 関東インカレ             | 東京都     | 200m       | 3位          | 20秒84 (+0.8) |                   |
| 2009       | 関東インカレ             | 東京都     | 4x100mR    | 予選2組4着   | 40秒72 (2走)  |                   |
| 2009       | 日本インカレ             | 東京都     | 200m       | 3位          | 21秒04 (+0.4) |                   |
| 2009       | 日本インカレ             | 東京都     | 4x100mR    | 予選1組4着   | 40秒59 (2走)  |                   |
| 2009       | 国民体育大会             | 新潟市     | 200m       | 4位          | 21秒11 (-0.5) |                   |
| 2010       | 静岡国際                 | 袋井市     | 200m       | 3位          | 20秒91        |                   |
| 2010       | 関東インカレ             | 東京都     | 100m       | 7位          | 35秒48 (-0.4) |                   |
| 2010       | 関東インカレ             | 東京都     | 4x100mR    | 予選2組3着   | 40秒55 (2走)  | 決勝進出          |
| 2010       | 日本インカレ             | 東京都     | 200m       | 優勝         | 20秒52 (+3.8) |                   |
| 2010       | 日本インカレ             | 東京都     | 4x100mR    | 予選4組2着   | 40秒30 (2走)  |                   |
| 2011       | 静岡国際                 | 袋井市     | 200m       | 4位          | 20秒86        |                   |
| 2011       | 関東インカレ             | 東京都     | 100m       | 準決勝棄権   | DNS           | 予選10秒48 (-0.6) |
| 2011       | 関東インカレ             | 東京都     | 200m       | 2位          | 20秒59 (0.0)  |                   |
| 2011       | 関東インカレ             | 東京都     | 4x100mR    | 4位          | 40秒06 (1走)  |                   |
| 2011       | 日本学生個人選手権       | 平塚市     | 200m       | 優勝         | 20秒90 (+0.8) |                   |
| 2011       | 日本インカレ             | 東京都     | 4x100mR    | 5位          | 39秒65 (1走)  |                   |
| 社会人時代 |                          |            |            |              |               |                   |
| 2012       | 静岡国際                 | 袋井市     | 200m       | 5位          | 20秒87 (-0.3) |                   |
| 2012       | 静岡国際                 | 袋井市     | 4x100mR    | 4位          | 39秒08 (3走)  |                   |
| 2012       | ゴールデングランプリ川崎 | 川崎市     | 4x100mR    | 4位          | 39秒57 (3走)  |                   |
| 2012       | 全日本実業団選手権       | 福岡市     | 100m       | 準決勝棄権   | DNS           | 予選10秒69 (+1.6) |
| 2012       | 全日本実業団選手権       | 福岡市     | 200m       | 6位          | 21秒18 (-0.4) |                   |
| 2013       | 織田記念国際             | 広島市     | 100m       | B決勝7位     | 10秒47 (+2.3) |                   |
| 2013       | 静岡国際                 | 袋井市     | 200m       | 3位          | 20秒54 (+1.4) |                   |
| 2013       | 全日本実業団選手権       | 熊谷市     | 100m       | 準決勝2組6着 | 10秒71 (+0.7) |                   |
| 2013       | 国民体育大会             | 調布市     | 100m       | 4位          | 10秒81 (-1.9) | 1組8着            |
| 2013       | 国民体育大会             | 調布市     | 4x100mR    | 準決勝1組7着 | 40秒76 (2走)  |                   |
| 2014       | 織田記念国際             | 広島市     | 100m       | B決勝5位     | 10秒46 (+1.8) |                   |
| 2014       | 静岡国際                 | 袋井市     | 200m       | 8位          | 20秒94 (+0.8) |                   |
| 2014       | ゴールデングランプリ東京 | 東京都     | 200m       | 8位          | 21秒52 (-1.2) |                   |
| 2014       | 全日本実業団選手権       | 山口市     | 200m       | B決勝7位     | 21秒99 (-0.4) |                   |
| 2014       | 全日本実業団選手権       | 山口市     | 4x100mR    | 5位          | 41秒08 (3走)  |                   |
| 2015       | 全日本実業団選手権       | 岐阜市     | 100m       | 3位          | 10秒50 (+0.5) |                   |
| 2015       | 全日本実業団選手権       | 岐阜市     | 200m       | 決勝棄権     | DNS           | 予選20秒92 (+0.6) |
| 2015       | 全日本実業団選手権       | 岐阜市     | 4x100mR    | 4位          | 40秒61 (3走)  |                   |
| 2016       | 出雲陸上                 | 出雲市     | 100m       | 4位          | 10秒68 (-0.7) |                   |
| 2016       | 静岡国際                 | 袋井市     | 200m       | 5位          | 20秒94 (+1.0) |                   |
| 2016       | 全日本実業団選手権       | 大阪市     | 100m       | 準決勝3組7着 | 10秒80 (-0.2) |                   |
| 2016       | 全日本実業団選手権       | 大阪市     | 200m       | 7位          | 21秒30 (0.0)  |                   |
| 2016       | 全日本実業団選手権       | 大阪市     | 4x100mR    | 3位          | 39秒58 (3走)  |                   |
| 2017       | 織田記念国際             | 広島市     | 100m       | 予選1組7着   | 10秒77 (+1.2) |                   |
| 2017       | 静岡国際                 | 袋井市     | 200m       | 予選1組4着   | 21秒68 (-1.1) |                   |
| 2017       | 全日本実業団選手権       | 大阪市     | 200m       | B決勝棄権    | DNS           | 予選21秒43 (-1.1) |